# Spirorhabdia
Spirorhabdia is een geslacht van sponsdieren uit de klasse van de Demospongiae (gewone sponzen).

## Soorten
- Spirorhabdia alata Vacelet, Vasseur & Lévi, 1976
- Spirorhabdia vidua (Schmidt, 1875)